# Basquetebol nos Jogos Pan-Americanos de 2015 - Feminino
O torneio feminino de basquetebol nos Jogos Pan-Americanos de 2015 foi realizado entre 16 e 20 de julho no Centro Atlético Ryerson. Oito equipes participaram do evento.

## Medalhistas
|  | CAN Canadá |  | USA Estados Unidos |  | CUB Cuba |
|  | Miah-Marie Langlois Kia Nurse Shona Thorburn Nayo Raincock-Ekwune Kim Gaucher Miranda Ayim Nirra Fields Natalie Achonwa Lizanne Murphy Tamara Tatham Katherine Plouffe Michelle Plouffe |  | Moriah Jefferson Tiffany Mitchell Linnae Harper Kelsey Plum Caroline Coyer Shatori Walker Breanna Stewart Courtney Williams Stephanie Mavunga Taya Reimer Sophie Brunner Alaina Coates |  | Fransy Ochoa Ineidis Casanova Anisleidy Galindo Oyanaisy Gelis Arlenys Romero Yamara Amargo Arlety Povea Marlene Cepeda Clenia Noblet Zuleira Aties Leidys Oquendo Suchitel Ávila |

## Formato
As oito equipes foram divididas em dois grupos de quatro equipes. Cada equipe enfrentou as outras equipes do mesmo grupo, totalizando três jogos. As duas primeiras colocadas de cada grupo se classificaram as semifinais e as restantes para jogos de definição do quinto e do sétimo lugar. Nas semifinais, as vencedoras disputaram a medalha de ouro e as perdedoras a de bronze.

## Primeira fase
|  | Equipes classificadas à fase final          |
|  | Equipes classificadas à disputa de 5º lugar |
|  | Equipes classificadas à disputa de 7º lugar |

Todas as partidas seguem o fuso horário local (UTC-5).

### Grupo A
| Equipe                   | J | V | D | PF  | PC  | Dif | Pts |
| ------------------------ | - | - | - | --- | --- | --- | --- |
| USA Estados Unidos       | 3 | 3 | 0 | 262 | 201 | +61 | 6   |
| BRA Brasil               | 3 | 2 | 1 | 204 | 186 | +18 | 5   |
| PUR Porto Rico           | 3 | 1 | 2 | 210 | 209 | +1  | 4   |
| DOM República Dominicana | 3 | 0 | 3 | 163 | 243 | –80 | 3   |

| 16 de julho 13:30 | Relatório | Porto Rico                                                 | 76–54 | República Dominicana                          |  | Centro Atlético Ryerson, Toronto Árbitros: ARG Juan Fernández MEX Omar Mariscal COL Carol García Ferro |  |
| 16 de julho 13:30 | Relatório | Placar por quarto: 25–14, 24–14, 13–19, 14–7               |       |                                               |  | Centro Atlético Ryerson, Toronto Árbitros: ARG Juan Fernández MEX Omar Mariscal COL Carol García Ferro |  |
| 16 de julho 13:30 | Relatório | Pts: Cortijo 15 Rbts: Cortijo 8 Asts: Sepúlveda, Cortijo 3 |       | Pts: Guzmán 15 Rbts: Andújar 7 Asts: Monsac 3 |  | Centro Atlético Ryerson, Toronto Árbitros: ARG Juan Fernández MEX Omar Mariscal COL Carol García Ferro |  |

| 16 de julho 21:00 | Relatório | Estados Unidos                                     | 75–69 | Brasil                                            |  | Centro Atlético Ryerson, Toronto Árbitros: CAN Michael Weiland ARG Fabricio Vito VEN Dayana Oliveros |  |
| 16 de julho 21:00 | Relatório | Placar por quarto: 25–17, 14–14, 18–19, 18–19      |       |                                                   |  | Centro Atlético Ryerson, Toronto Árbitros: CAN Michael Weiland ARG Fabricio Vito VEN Dayana Oliveros |  |
| 16 de julho 21:00 | Relatório | Pts: Stewart 26 Rbts: Stewart 12 Asts: Jefferson 3 |       | Pts: Teixeira 18 Rbts: Santos 11 Asts: Teixeira 2 |  | Centro Atlético Ryerson, Toronto Árbitros: CAN Michael Weiland ARG Fabricio Vito VEN Dayana Oliveros |  |

| 17 de julho 13:30 | Relatório | Porto Rico                                       | 57–62 | Brasil                                                   |  | Centro Atlético Ryerson, Toronto Árbitros: ARG Juan Fernández CRC Roberto Fernández Díaz CUB Judith Hodelin Mendoza |  |
| 17 de julho 13:30 | Relatório | Placar por quarto: 14–20, 12–11, 14–15, 17–16    |       |                                                          |  | Centro Atlético Ryerson, Toronto Árbitros: ARG Juan Fernández CRC Roberto Fernández Díaz CUB Judith Hodelin Mendoza |  |
| 17 de julho 13:30 | Relatório | Pts: Cortijo 20 Rbts: Bermúdez 7 Asts: Cortijo 2 |       | Pts: de Paula 20 Rbts: Jacob 10 Asts: Teixeira, Santos 2 |  | Centro Atlético Ryerson, Toronto Árbitros: ARG Juan Fernández CRC Roberto Fernández Díaz CUB Judith Hodelin Mendoza |  |

| 17 de julho 21:00 | Relatório | República Dominicana                                     | 55–94 | Estados Unidos                                       |  | Centro Atlético Ryerson, Toronto Árbitros: CAN Matthew Kallio VEN Daniel García VEN Dayana Oliveros |  |
| 17 de julho 21:00 | Relatório | Placar por quarto: 6–32, 15–16, 16–27, 18–19             |       |                                                      |  | Centro Atlético Ryerson, Toronto Árbitros: CAN Matthew Kallio VEN Daniel García VEN Dayana Oliveros |  |
| 17 de julho 21:00 | Relatório | Pts: Guzmán 14 Rbts: Martínez 7 Asts: Guzmán, Martínez 3 |       | Pts: Stewart 16 Rbts: Reimer, Brunner 6 Asts: Plum 5 |  | Centro Atlético Ryerson, Toronto Árbitros: CAN Matthew Kallio VEN Daniel García VEN Dayana Oliveros |  |

| 18 de julho 13:30 | Relatório | Brasil                                                                           | 73–54 | República Dominicana                                      |  | Centro Atlético Ryerson, Toronto Árbitros: CAN Michael Weiland CAN Matthew Kallio COL Carol García Ferro |  |
| 18 de julho 13:30 | Relatório | Placar por quarto: 24–10, 19–12, 15–17, 15–15                                    |       |                                                           |  | Centro Atlético Ryerson, Toronto Árbitros: CAN Michael Weiland CAN Matthew Kallio COL Carol García Ferro |  |
| 18 de julho 13:30 | Relatório | Pts: de Paula, Justino 17 Rbts: Carcavalli, Justino, Macedo 5 Asts: Carcavalli 4 |       | Pts: Monsac 17 Rbts: Martínez, Andújar 6 Asts: Martínez 3 |  | Centro Atlético Ryerson, Toronto Árbitros: CAN Michael Weiland CAN Matthew Kallio COL Carol García Ferro |  |

| 18 de julho 21:00 | Relatório | Estados Unidos                                    | 93–77 | Porto Rico                                                       |  | Centro Atlético Ryerson, Toronto Árbitros: ARG Fabricio Vito MEX Omar Mariscal VEN Daniel García |  |
| 18 de julho 21:00 | Relatório | Placar por quarto: 24–23, 22–18, 21–23, 26–13     |       |                                                                  |  | Centro Atlético Ryerson, Toronto Árbitros: ARG Fabricio Vito MEX Omar Mariscal VEN Daniel García |  |
| 18 de julho 21:00 | Relatório | Pts: Stewart 24 Rbts: Coates 13 Asts: Jefferson 6 |       | Pts: Cortijo 24 Rbts: Gibson, García, Martínez 3 Asts: Cortijo 5 |  | Centro Atlético Ryerson, Toronto Árbitros: ARG Fabricio Vito MEX Omar Mariscal VEN Daniel García |  |

### Grupo B
| Equipe        | J | V | D | PF  | PC  | Dif | Pts |
| ------------- | - | - | - | --- | --- | --- | --- |
| CAN Canadá    | 3 | 3 | 0 | 245 | 164 | +81 | 6   |
| CUB Cuba      | 3 | 2 | 1 | 209 | 188 | +21 | 5   |
| ARG Argentina | 3 | 1 | 2 | 200 | 209 | –9  | 4   |
| VEN Venezuela | 3 | 0 | 3 | 168 | 261 | –93 | 3   |

| 16 de julho 10:30 | Relatório | Cuba                                          | 68–55 | Argentina                                     |  | Centro Atlético Ryerson, Toronto Árbitros: BRA Cristiano Maranho USA Gina Cross CHI Karol Quiñonez Vivallo |  |
| 16 de julho 10:30 | Relatório | Placar por quarto: 23–12, 13–14, 14–17, 18–12 |       |                                               |  | Centro Atlético Ryerson, Toronto Árbitros: BRA Cristiano Maranho USA Gina Cross CHI Karol Quiñonez Vivallo |  |
| 16 de julho 10:30 | Relatório | Pts: Amargo 17 Rbts: Noblet 9 Asts: Amargo 3  |       | Pts: González 15 Rbts: Vega 7 Asts: Boquete 6 |  | Centro Atlético Ryerson, Toronto Árbitros: BRA Cristiano Maranho USA Gina Cross CHI Karol Quiñonez Vivallo |  |

| 16 de julho 18:00 | Relatório | Canadá                                         | 101–38 | Venezuela                                  |  | Centro Atlético Ryerson, Toronto Árbitros: DOM Robinson Aracena Vásquez PUR Jesed Díaz Bloncourt BAR Jennifer Joseph Hackett |  |
| 16 de julho 18:00 | Relatório | Placar por quarto: 23–8, 25–11, 29–16, 24–3    |        |                                            |  | Centro Atlético Ryerson, Toronto Árbitros: DOM Robinson Aracena Vásquez PUR Jesed Díaz Bloncourt BAR Jennifer Joseph Hackett |  |
| 16 de julho 18:00 | Relatório | Pts: Murphy 15 Rbts: Murphy 9 Asts: Langlois 6 |        | Pts: Silva 13 Rbts: Pérez 5 Asts: Garate 2 |  | Centro Atlético Ryerson, Toronto Árbitros: DOM Robinson Aracena Vásquez PUR Jesed Díaz Bloncourt BAR Jennifer Joseph Hackett |  |

| 17 de julho 10:30 | Relatório | Venezuela                                          | 62–73 | Cuba                                             |  | Centro Atlético Ryerson, Toronto Árbitros: DOM Reynaldo Mercedes COL Carol García Ferro CHI Karol Quiñones Vivallo |  |
| 17 de julho 10:30 | Relatório | Placar por quarto: 18–21, 16–13, 11–20, 17–19      |       |                                                  |  | Centro Atlético Ryerson, Toronto Árbitros: DOM Reynaldo Mercedes COL Carol García Ferro CHI Karol Quiñones Vivallo |  |
| 17 de julho 10:30 | Relatório | Pts: Silva 22 Rbts: Blanco, Pérez 9 Asts: Wallen 2 |       | Pts: Amargo 18 Rbts: Oquendo 12 Asts: Casanova 8 |  | Centro Atlético Ryerson, Toronto Árbitros: DOM Reynaldo Mercedes COL Carol García Ferro CHI Karol Quiñones Vivallo |  |

| 17 de julho 18:00 | Relatório | Argentina | 58–73 | Canadá                                                                        |  | Centro Atlético Ryerson, Toronto Árbitros: USA Hector Sanchez BRA Fabiano Huber BAR Jennifer Joseph Hackett |  |
| 17 de julho 18:00 | Relatório | Placar por quarto: 6–19, 15–9, 23–19, 14–26                                                                      |       |                                                                               |  | Centro Atlético Ryerson, Toronto Árbitros: USA Hector Sanchez BRA Fabiano Huber BAR Jennifer Joseph Hackett |  |
| 17 de julho 18:00 | Relatório | Pts: Boquete, Gretter, Thomas Díaz 8 Rbts: Gretter, Pavón, González 3 Asts: Boquete, Burani, Gretter, González 1 |       | Pts: Ayim, Tatham 12 Rbts: Langlois 6 Asts: Nurse, Thorburn, Fields, Tatham 2 |  | Centro Atlético Ryerson, Toronto Árbitros: USA Hector Sanchez BRA Fabiano Huber BAR Jennifer Joseph Hackett |  |

| 18 de julho 10:30 | Relatório | Argentina                                       | 87–68 | Venezuela                                   |  | Centro Atlético Ryerson, Toronto Árbitros: PUR Luis Vázquez CHI Karol Quiñones Vivallo BAR Jennifer Joseph Hackett |  |
| 18 de julho 10:30 | Relatório | Placar por quarto: 23–15, 16–13, 21–22, 27–18   |       |                                             |  | Centro Atlético Ryerson, Toronto Árbitros: PUR Luis Vázquez CHI Karol Quiñones Vivallo BAR Jennifer Joseph Hackett |  |
| 18 de julho 10:30 | Relatório | Pts: Boquete 18 Rbts: Santana 9 Asts: Gretter 7 |       | Pts: Silva 20 Rbts: Pérez 8 Asts: Márquez 3 |  | Centro Atlético Ryerson, Toronto Árbitros: PUR Luis Vázquez CHI Karol Quiñones Vivallo BAR Jennifer Joseph Hackett |  |

| 18 de julho 18:00 | Relatório | Canadá                                                   | 71–68 | Cuba                                                 |  | Centro Atlético Ryerson, Toronto Árbitros: DOM Robinson Aracena Vásquez USA Gina Cross BRA Fabiano Huber |  |
| 18 de julho 18:00 | Relatório | Placar por quarto: 20–18, 20–17, 20–13, 11–20            |       |                                                      |  | Centro Atlético Ryerson, Toronto Árbitros: DOM Robinson Aracena Vásquez USA Gina Cross BRA Fabiano Huber |  |
| 18 de julho 18:00 | Relatório | Pts: Achonwa 15 Rbts: Achonwa 7 Asts: Langlois, Tatham 4 |       | Pts: Gelis 18 Rbts: Noblet 9 Asts: Casanova, Gelis 3 |  | Centro Atlético Ryerson, Toronto Árbitros: DOM Robinson Aracena Vásquez USA Gina Cross BRA Fabiano Huber |  |

## Fase final
|  | Semifinais          | Semifinais          |    |                     | Final               | Final |  |
|  |                     |                     |    |                     |                     |       |  |
|  | 19 de julho – 13:30 |                     |    |                     |                     |       |  |
|  | Cuba                | 64                  |    |                     |                     |       |  |
|  | Estados Unidos      | 65                  |    |                     |                     |       |  |
|  |                     |                     |    |                     |                     |       |  |
|  |                     |                     |    |                     | 20 de julho – 20:45 |       |  |
|  |                     |                     |    |                     | Estados Unidos      | 73    |  |
|  |                     | Canadá              | 81 |                     |                     |       |  |
|  |                     |                     |    |                     |                     |       |  |
|  |                     |                     |    |                     |                     |       |  |
|  |                     |                     |    |                     | 3º lugar            |       |  |
|  | 19 de julho – 18:00 | 19 de julho – 18:00 |    | 20 de julho – 16:00 | 20 de julho – 16:00 |       |  |
|  | Canadá              | 91                  |    | Cuba                | 66                  |       |  |
|  | Brasil              | 63                  |    |                     | Brasil              | 62    |  |

### Semifinais
| 19 de julho 13:30 | Relatório | Cuba                                                          | 64–65 | Estados Unidos                                   |  | Centro Atlético Ryerson, Toronto Árbitros: ARG Fabricio Vito ARG Juan Fernández CRC Roberto Fernández Díaz |  |
| 19 de julho 13:30 | Relatório | Placar por quarto: 17–18, 20–8, 11–20, 16–19                  |       |                                                  |  | Centro Atlético Ryerson, Toronto Árbitros: ARG Fabricio Vito ARG Juan Fernández CRC Roberto Fernández Díaz |  |
| 19 de julho 13:30 | Relatório | Pts: Casanova, Noblet 15 Rbts: Ochoa, Noblet 10 Asts: Gelis 3 |       | Pts: Harper 16 Rbts: Coates 15 Asts: Jefferson 5 |  | Centro Atlético Ryerson, Toronto Árbitros: ARG Fabricio Vito ARG Juan Fernández CRC Roberto Fernández Díaz |  |

| 19 de julho 18:00 | Relatório | Canadá                                              | 91–63 | Brasil                                       |  | Centro Atlético Ryerson, Toronto Árbitros: DOM Reynaldo Mercedes PUR Jesed Díaz Bloncourt VEN Daniel García |  |
| 19 de julho 18:00 | Relatório | Placar por quarto: 22–9, 13–12, 33–18, 23–24        |       |                                              |  | Centro Atlético Ryerson, Toronto Árbitros: DOM Reynaldo Mercedes PUR Jesed Díaz Bloncourt VEN Daniel García |  |
| 19 de julho 18:00 | Relatório | Pts: Fields 15 Rbts: K. Plouffe 10 Asts: Thorburn 8 |       | Pts: Macedo 16 Rbts: Macedo 11 Asts: Costa 4 |  | Centro Atlético Ryerson, Toronto Árbitros: DOM Reynaldo Mercedes PUR Jesed Díaz Bloncourt VEN Daniel García |  |

### Disputa pelo 7º lugar
| 19 de julho 10:30 | Relatório | República Dominicana                          | 56–72 | Venezuela                                     |  | Centro Atlético Ryerson, Toronto Árbitros: CUB Judith Hodelin Mendoza BRA Fabiano Huber BAR Jennifer Joseph Hackett |  |
| 19 de julho 10:30 | Relatório | Placar por quarto: 18–23, 18–19, 7–20, 13–10  |       |                                               |  | Centro Atlético Ryerson, Toronto Árbitros: CUB Judith Hodelin Mendoza BRA Fabiano Huber BAR Jennifer Joseph Hackett |  |
| 19 de julho 10:30 | Relatório | Pts: Monsac 13 Rbts: Monsac 13 Asts: Zapata 3 |       | Pts: Silva 31 Rbts: Corrales 9 Asts: Pérez 13 |  | Centro Atlético Ryerson, Toronto Árbitros: CUB Judith Hodelin Mendoza BRA Fabiano Huber BAR Jennifer Joseph Hackett |  |

### Disputa pelo 5º lugar
| 19 de julho 21:00 | Relatório | Porto Rico                                               | 56–77 | Argentina                                 |  | Centro Atlético Ryerson, Toronto Árbitros: USA Hector Sanchez CAN Matthew Kallio CHI Karol Quiñones Vivallo |  |
| 19 de julho 21:00 | Relatório | Placar por quarto: 10–19, 14–15, 19–22, 13–21            |       |                                           |  | Centro Atlético Ryerson, Toronto Árbitros: USA Hector Sanchez CAN Matthew Kallio CHI Karol Quiñones Vivallo |  |
| 19 de julho 21:00 | Relatório | Pts: Delgado 19 Rbts: Bermúdez, García 9 Asts: Delgado 2 |       | Pts: Vega 18 Rbts: Vega 9 Asts: Gretter 8 |  | Centro Atlético Ryerson, Toronto Árbitros: USA Hector Sanchez CAN Matthew Kallio CHI Karol Quiñones Vivallo |  |

### Disputa pelo bronze
| 20 de julho 16:00 | Relatório | Cuba                                              | 66–62 | Brasil                                       |  | Centro Atlético Ryerson, Toronto Árbitros: PUR Luis Vázquez ARG Juan Fernández CAN Matthew Kallio |  |
| 20 de julho 16:00 | Relatório | Placar por quarto: 14–16, 23–16, 12–16, 17–14     |       |                                              |  | Centro Atlético Ryerson, Toronto Árbitros: PUR Luis Vázquez ARG Juan Fernández CAN Matthew Kallio |  |
| 20 de julho 16:00 | Relatório | Pts: Casanova 18 Rbts: Noblet 14 Asts: Casanova 4 |       | Pts: Paixão 16 Rbts: Santos 7 Asts: Paixão 4 |  | Centro Atlético Ryerson, Toronto Árbitros: PUR Luis Vázquez ARG Juan Fernández CAN Matthew Kallio |  |

### Final
| 20 de julho 20:45 | Relatório | Estados Unidos                                     | 73–81 | Canadá                                             |  | Centro Atlético Ryerson, Toronto Árbitros: DOM Robinson Aracena Vásquez VEN Daniel García MEX Omar Mariscal |  |
| 20 de julho 20:45 | Relatório | Placar por quarto: 23–13, 13–23, 15–26, 22–19      |       |                                                    |  | Centro Atlético Ryerson, Toronto Árbitros: DOM Robinson Aracena Vásquez VEN Daniel García MEX Omar Mariscal |  |
| 20 de julho 20:45 | Relatório | Pts: Stewart 17 Rbts: Stewart 11 Asts: Jefferson 2 |       | Pts: Nurse 33 Rbts: Fields 7 Asts: Nurse, Tatham 3 |  | Centro Atlético Ryerson, Toronto Árbitros: DOM Robinson Aracena Vásquez VEN Daniel García MEX Omar Mariscal |  |

## Classificação final
| Pos.              | Equipe                   | Campanha | Campanha | Campanha |
| Pos.              | Equipe                   | V        | D        |          |
| ----------------- | ------------------------ | -------- | -------- | -------- |
| Medalha de ouro   | CAN Canadá               | 5        | 0        |          |
| Medalha de prata  | USA Estados Unidos       | 4        | 1        |          |
| Medalha de bronze | CUB Cuba                 | 3        | 2        |          |
| 4                 | BRA Brasil               | 2        | 3        |          |
| 5                 | ARG Argentina            | 2        | 2        |          |
| 6                 | PUR Porto Rico           | 1        | 3        |          |
| 7                 | VEN Venezuela            | 1        | 3        |          |
| 8                 | DOM República Dominicana | 0        | 4        |          |